# Setomaa (commune)
Setomaa est une commune rurale située dans le comté de Võru en Estonie. Son chef-lieu est le bourg de Värska.

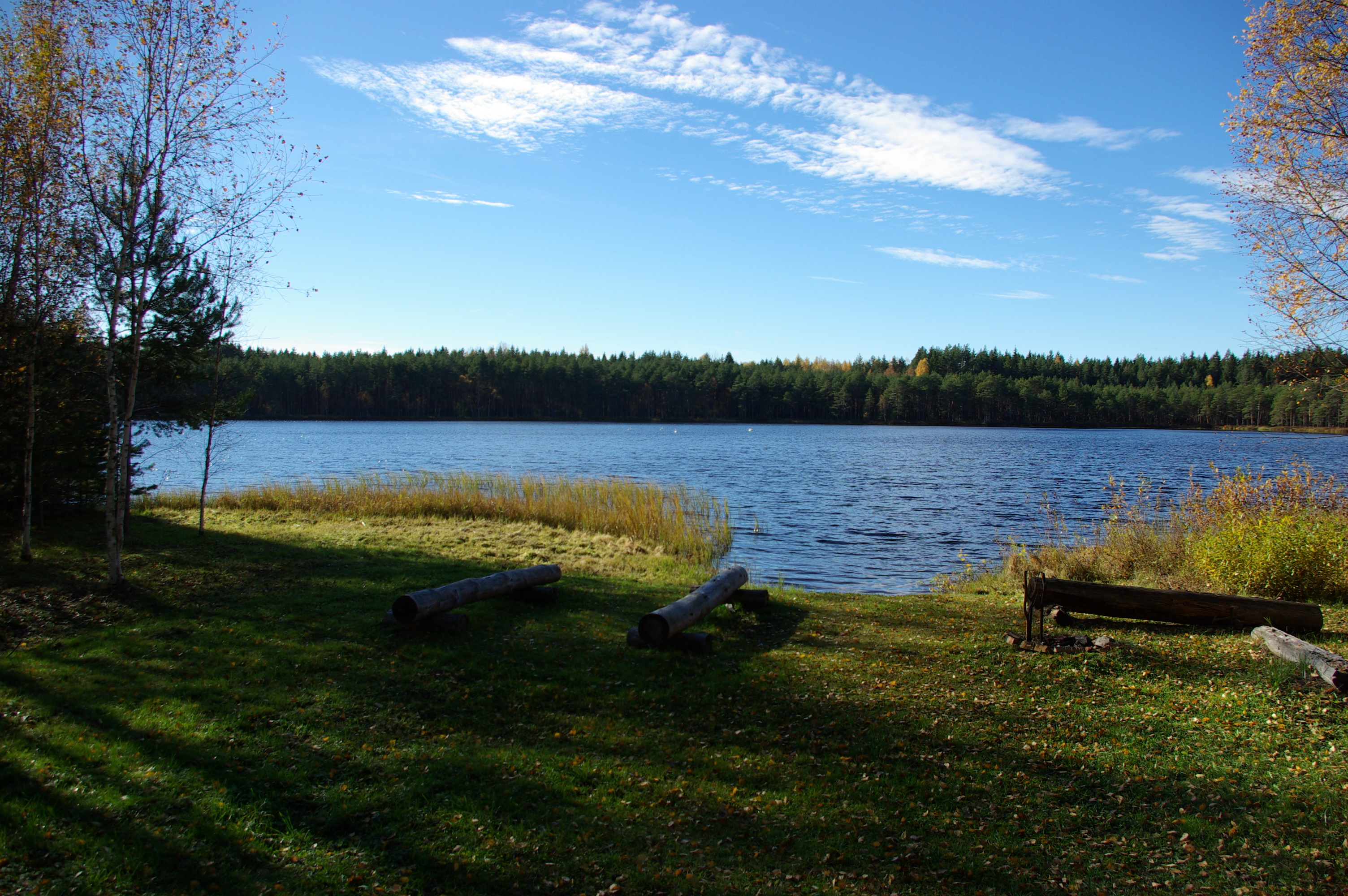
Setomaa – Vue

## Géographie
Elle s'étend sur 463,18 km2 à l'extrémité sud-est du pays, à la frontière avec la Russie. Elle comprend un bourg et 156 villages et hameaux. La partie la plus méridionale de son territoire est séparée du reste de la commune par celle de Võru. Elle recouvre une partie du territoire ancestral des Setos, qui lui donnent son nom.

## Histoire
La commune est créée lors d'une réorganisation administrative en octobre 2017 par la fusion des communes de Meremäe, Mikitamäe, Värska et d'une partie de celle de Misso.